# Gonomyia (Leiponeura) sulphurella
Gonomyia (Leiponeura) sulphurella is een tweevleugelige uit de familie steltmuggen (Limoniidae). De soort komt voor in het Nearctisch gebied.